# Gare du Parc de Saint-Maur
Ne doit pas être confondu avec Gare de Saint-Maur - Créteil ou Gare de Saint-Maur.
La gare du Parc de Saint-Maur (Le Parc de Saint-Maur) est une gare ferroviaire française de la commune de Saint-Maur-des-Fossés (département du Val-de-Marne).

## Histoire
La gare est ouverte vers 1859, dans le cadre de la mise en service de la ligne de Paris-Bastille à Marles-en-Brie, dite ligne de Vincennes.
La gare RER actuelle est ouverte en 1969. Elle porte le nom d'un des quartiers de Saint-Maur. La gare est desservie par les trains de la ligne A du RER parcourant la branche A2 de ou vers Boissy-Saint-Léger.
En 2021, la fréquentation annuelle estimée par la RATP est de 1 617 366 voyageurs.

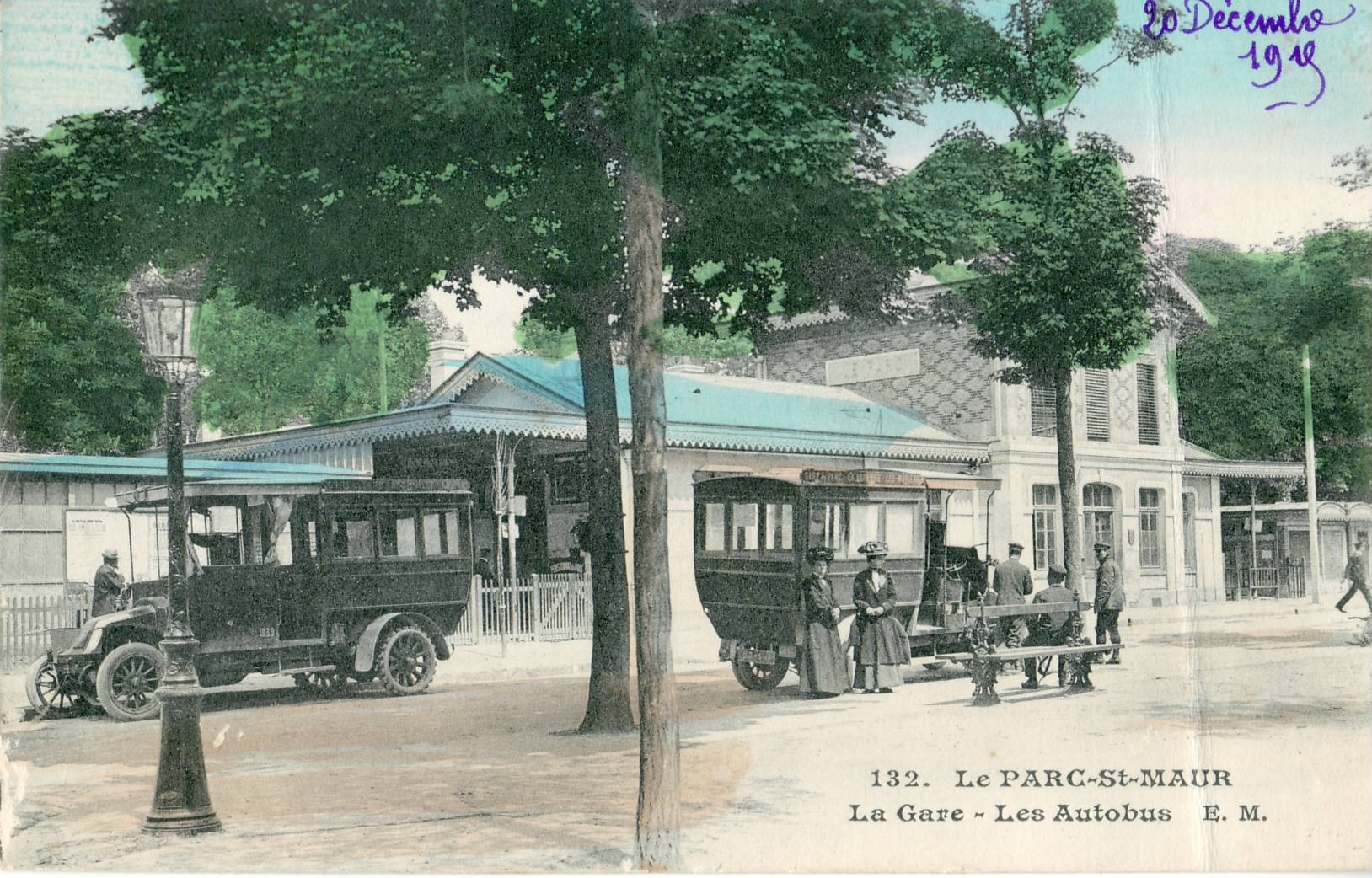
L'ancienne gare, du temps de la ligne de Vincennes.
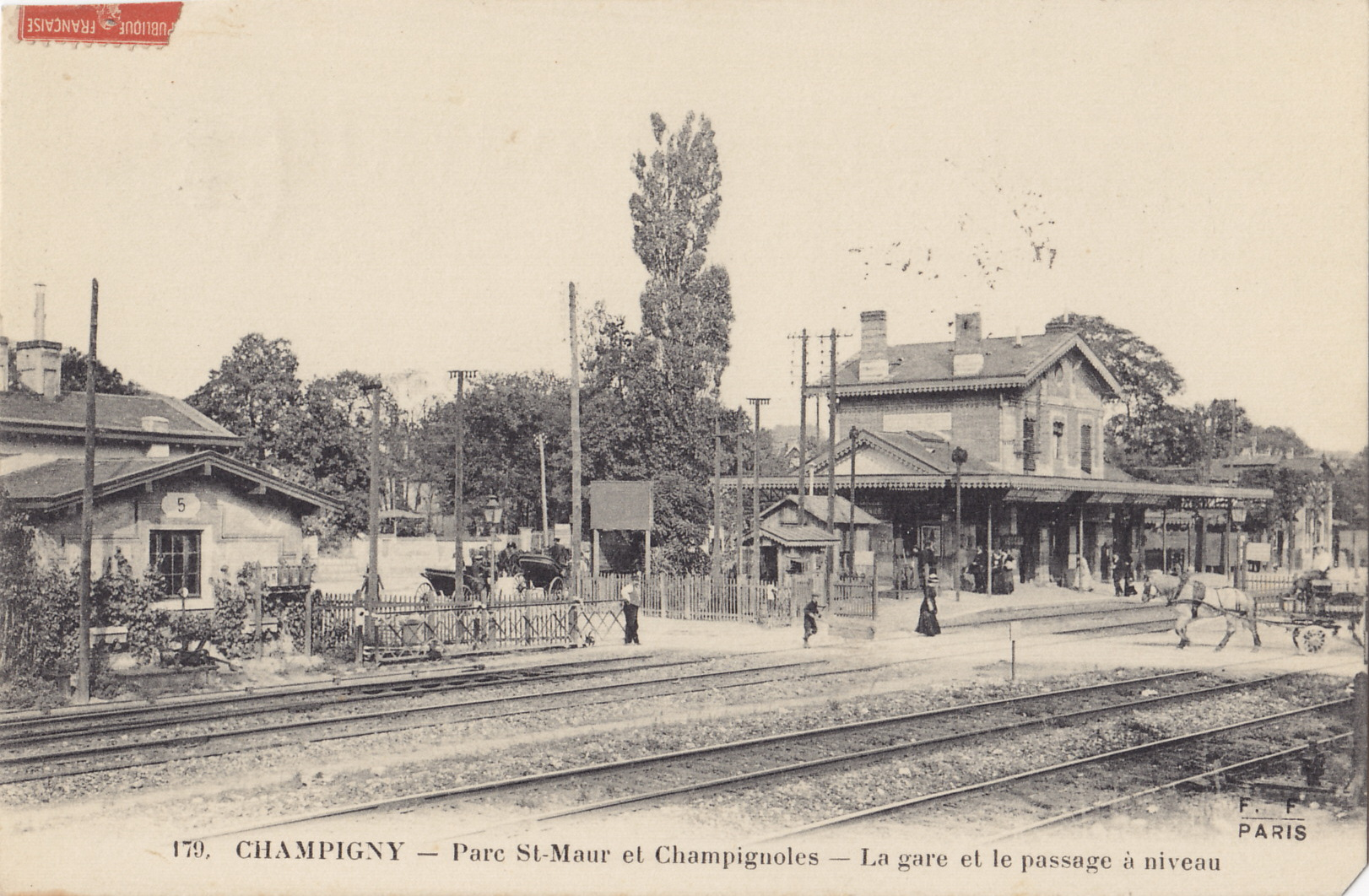
L'intérieur de la gare, à la même époque.

## Service des voyageurs

### Accès
La gare dispose de deux accès : 
- l'accès no 1 « place de la Louvière » ;
- l'accès no 2 « avenue De Lattre de Tassigny ».

Accès à la gare
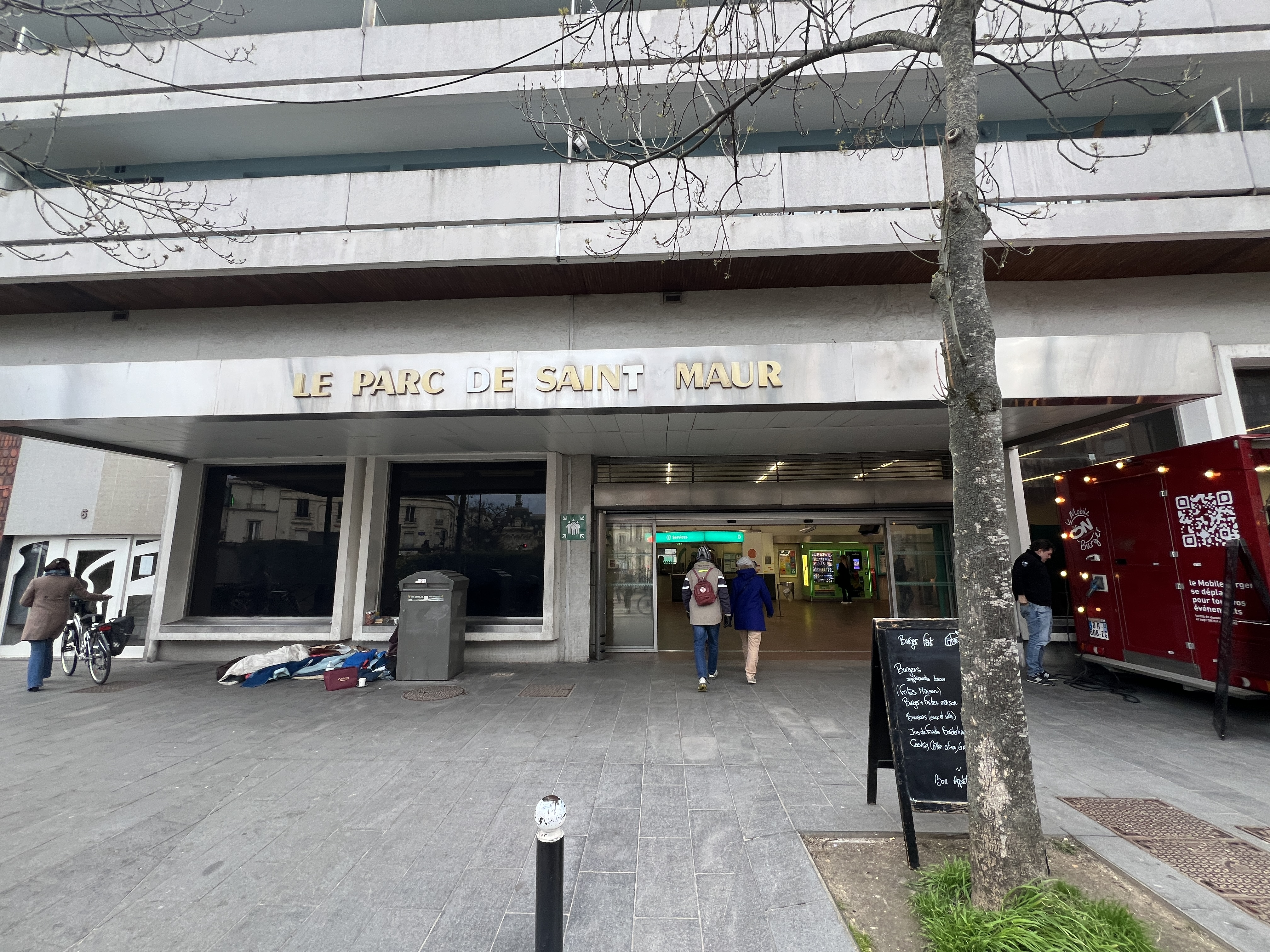
L'accès no 1 « Place de la Louvière ».
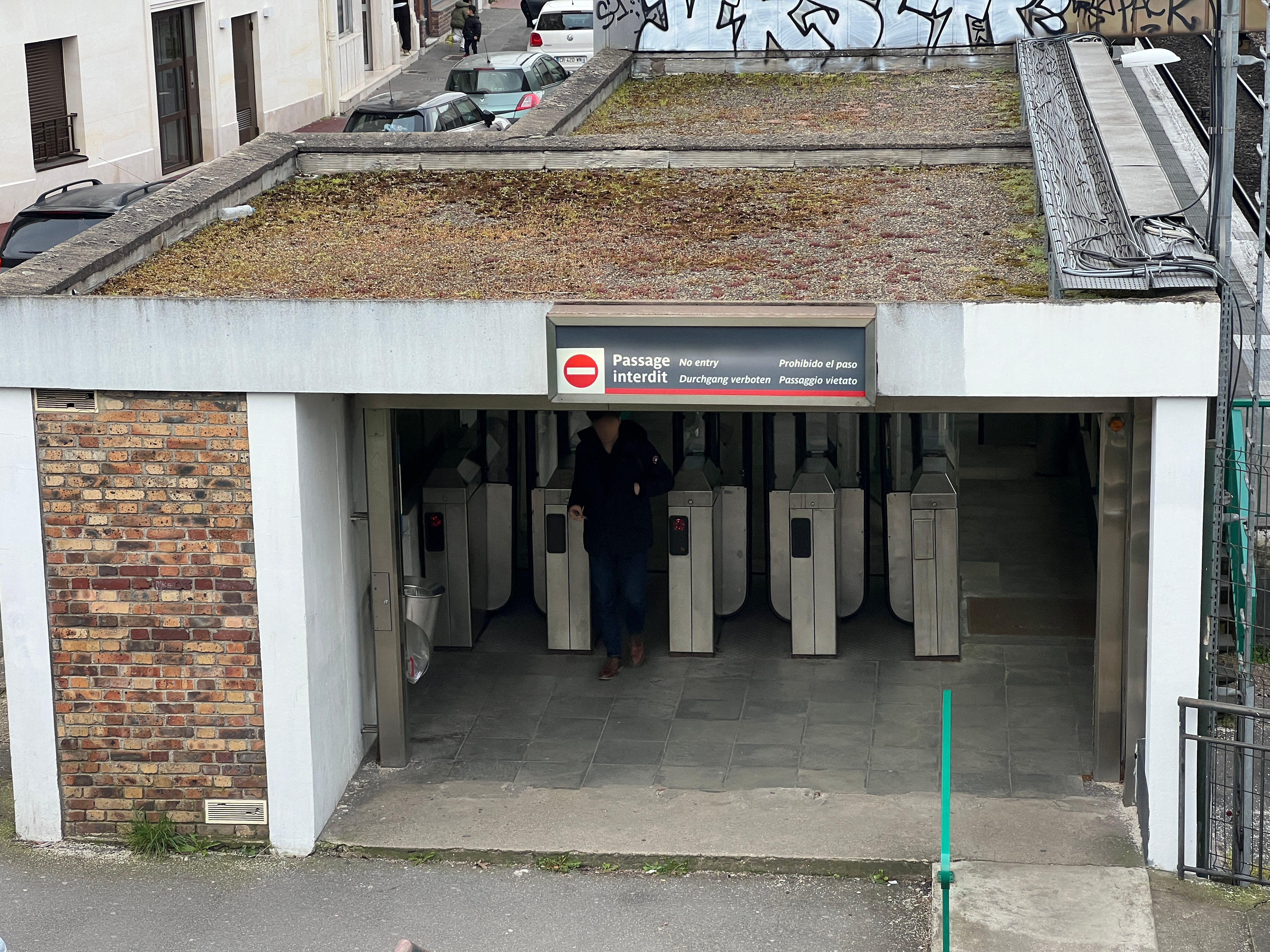
L'accès no 2 « Avenue De Lattre de Tassigny ».

### Desserte
Depuis le 10 décembre 2017, la desserte du Parc de Saint-Maur a été modifiée en direction de la banlieue, Boissy-Saint-Léger, et vers Paris.
Aux heures creuses, il y a :
- un train toutes les huit à douze minutes du lundi au vendredi (en provenance et à destination de Cergy-le-Haut) ;
- un train toutes les dix minutes le week-end et les jours fériés (en provenance et à destination de Saint-Germain-en-Laye) ;
- un train toutes les quinze minutes en été[3] (en provenance et à destination de Cergy-le-Haut ou de Poissy).

Aux heures de pointe, la desserte est modifiée avec :
- un train toutes les quatre à sept minutes, soit dix trains par heure, au lieu de douze trains auparavant, en période scolaire ;
- un train toutes les six minutes en été et pendant les vacances de fin d'année[3], au lieu d'un train toutes les six minutes en moyenne, soit dix trains par heure auparavant[4].

Vers Paris, aux heures de pointe, les trains sont à destination de Cergy-le-Haut ou de Poissy. Auparavant, côté banlieue, la gare du Parc de Saint-Maur était desservie avec douze trains en période scolaire et dix trains en été et vacances de fin d'année, dont la moitié des trains avait pour terminus La Varenne - Chennevières. Depuis le 10 décembre 2017, les dix trains par heure en direction de la banlieue, ont pour terminus Boissy-Saint-Léger.
Tous les jours, en soirée, il y a un train toutes les quinze minutes. Les trains sont en provenance et à destination de Cergy-le-Haut ou de Poissy, du lundi au vendredi ; le week-end et les jours fériés, les trains sont en provenance et à destination de Saint-Germain-en-Laye.

### Intermodalité
La gare est desservie par les lignes 107 et 317 du réseau de bus RATP.